# (100833) 1998 HW10
(100833) 1998 HW10 es un asteroide perteneciente al cinturón de asteroides, región del sistema solar que se encuentra entre las órbitas de Marte y Júpiter, descubierto el 17 de abril de 1998 por el equipo del Spacewatch desde el Observatorio Nacional de Kitt Peak, Arizona, Estados Unidos.

## Designación y nombre
Designado provisionalmente como 1998 HW10. 

## Características orbitales
1998 HW10 está situado a una distancia media del Sol de 3,142 ua, pudiendo alejarse hasta 3,523 ua y acercarse hasta 2,761 ua. Su excentricidad es 0,121 y la inclinación orbital 5,565 grados. Emplea 2034,73 días en completar una órbita alrededor del Sol.

## Características físicas
La magnitud absoluta de 1998 HW10 es 14,8. 